# Conseil du comté de Westmeath
 Le Conseil du comté de Westmeath (en irlandais : Comhairle Chontae na hIarmhí) est l’autorité responsable du gouvernement local dans le comté de Westmeath, en Irlande. En tant que conseil de comté, il est régi par la loi de 2001 sur les administrations locales. Le conseil est responsable du logement et de la communauté, des routes et des transports, de l'urbanisme et du développement, des commodités et de la culture et de l'environnement. Le conseil compte 20 membres élus. Les élections ont lieu tous les cinq ans et se font par vote unique transférable. Le président du conseil a le titre de Cathaoirleach (président). L'administration du comté est dirigée par un directeur général, Pat Gallagher. Le chef-lieu est Mullingar. 

## Conseillers
Pour les élections, le comté est divisé en quatre zones électorales locales : Athlone (5 sièges), Kinnegad (5), Moate (4) et Mullingar (6). 

### Résumé des sièges en 2019
| Parti | Parti              | Sièges |
| ----- | ------------------ | ------ |
|       | Fianna Fáil        | 9      |
|       | Fin gaël           | 5      |
|       | Parti vert         | 2      |
|       | Parti travailliste | 2      |
|       | Indépendant        | 2      |

### Conseillers par circonscription
Cette liste reflète l'ordre dans lequel les conseillers ont été élus le 24 mai 2019. 
prénom  Frankie Keena  Zone électorale locale 
| Membres du conseil de l'élection de 2019 | Membres du conseil de l'élection de 2019 | Membres du conseil de l'élection de 2019 | Membres du conseil de l'élection de 2019 |
| Parti                                    | Parti                                    |                                          |                                          |
| ---------------------------------------- | ---------------------------------------- | ---------------------------------------- | ---------------------------------------- |
| Athlone                                  |                                          | Fianna Fáil                              |                                          |
| Athlone                                  | Aengus O'Rourke                          |                                          | Fianna Fáil                              |
| Athlone                                  | John Dolan                               |                                          | Fin gaël                                 |
| Athlone                                  | Jamie Moran                              |                                          | Indépendant                              |
| Athlone                                  | Louise Heavin                            |                                          | Parti vert                               |
| Kinnegad                                 | Frank McDermott                          |                                          | Fin gaël                                 |
| Kinnegad                                 | John Shaw                                |                                          | Fianna Fáil                              |
| Kinnegad                                 | Paddy Hill                               |                                          | Fianna Fáil                              |
| Kinnegad                                 | Denis Leonard                            |                                          | Parti travailliste                       |
| Kinnegad                                 | Emily Wallace                            |                                          | Fin gaël                                 |
| Moate                                    | Thomas Farrell                           |                                          | Fin gaël                                 |
| Moate                                    | Liam McDaniel                            |                                          | Fianna Fáil                              |
| Moate                                    | Vinny McCormack                          |                                          | Fianna Fáil                              |
| Moate                                    | Johnnie Penrose                          |                                          | Parti travailliste                       |
| Mullingar                                | Mick Dollard                             |                                          | Indépendant                              |
| Mullingar                                | Ken Glynn                                |                                          | Fianna Fáil                              |
| Mullingar                                | Aoife Davitt                             |                                          | Fianna Fáil                              |
| Mullingar                                | William Collentine                       |                                          | Fianna Fáil                              |
| Mullingar                                | Andrew Duncan                            |                                          | Fin gaël                                 |
| Mullingar                                | Hazel Smyth                              |                                          | Parti vert                               |